# Propaganda törvény
A magyar Országgyűlés 2021 júniusában törvényt fogadott el A pedofil bűnelkövetőkkel szembeni szigorúbb fellépésről, valamint a gyermekek védelme érdekében egyes törvények módosításáról. A melegellenes vagy homofób törvényként is emlegetett jogszabály módosítások sora megtiltja, hogy az LMBTQ tartalmak kiskorúak számára is hozzáférhetőek legyenek a reklámokban, médiában, könyvesboltokban és az iskolában. A törvényt számos kritika érte, amiért az LMBTQ embereket összemossa a pedofilokkal.
A törvényt 2021. június 15-én 157-1 arányban megszavazta az Országgyűlés, az akkori ellenzéki pártok többsége bojkottálta a szavazást.
A törvényjavaslatot tizenhat uniós tagállam, az Európai Parlament, az Európai Bizottság, 30 ország nagykövetsége, és jelentős emberi jogi szervezetek is mélyen elítélték. Az EU és az Egyesült Államok szerint a törvény diszkriminatív és sérti az LMBTQ emberek jogait.
A törvény elfogadása után az Európai Bizottság kötelezettségszegési eljárást indított Magyarország ellen az EU Alapjogi Chartájának megsértése miatt és az Európai Unió Bíróságához fordult. 16 uniós tagállam (Ausztria, Belgium, Franciaország, Dánia, Észtország, Finnország, Görögország, Hollandia, Írország, Luxemburg, Németország, Spanyolország, Svédország és Szlovénia) is beszállt a perbe a Bizottság oldalán, így ez lett a legnagyobb emberi jogi per az EU történetében. Az első tárgyalásra 2024. november 19-én került sor. Ítélet 2025 őszén várható.

## A törvény rendelkezései
A törvény megtiltja az LMBTQ tartalmak kiskorúakkal való megosztását, mivel azt a homoszexualitás vagy a nemváltoztatás népszerűsítésének tekintik.

### "Gyermekvédelem"
A gyermekek védelmének ürügyén "tilos tizennyolc éven aluliak számára pornográf, valamint olyan tartalmat elérhetővé tenni, amely a szexualitást öncélúan ábrázolja, illetve a születési nemnek megfelelő önazonosságtól való eltérést, a nem megváltoztatását, valamint a homoszexualitást népszerűsíti, jeleníti meg."

### Iskolai szexuális felvilágosítás
A törvény megtiltja, hogy a szexuális nevelés, a biológia, a természettudományok keretében olyan tananyagot adjanak le, amely a heteroszexuálistól eltérő családmodellt mutat be. Ezen felül a törvény korlátozza vagy kitiltja a liberálisabb civil szervezeteket a szexuális felvilágosításból. Csak nyilvántartásba vett személyek és szervezetek tarthatnak ilyen előadásokat az iskolákban. Ez a gyakorlatban akadályozza az átfogó, tudományos alapú és befogadó szemléletű foglalkozások megtartását, különösen az LMBTQ szervezetek számára. Ráadásul büntethetővé teszi azokat a tanárokat és iskolaigazgatókat, akik lehetővé teszik az ilyen foglalkozások megtartását.
A törvény következtében a külső szakértők és szervezetek csak korlátozottan juthatnak be az iskolákba, hogy - többek között - szexuális felvilágosító foglalkozásokat tartsanak. A törvény előírja, hogy csak olyan szakértők és szervezetek tarthatnak szexuális felvilágosítást az iskolákban, akiket egy erre kijelölt állami szerv nyilvántartásba vett. A törvény elfogadása óta azonban nem készült ilyen nyilvántartás. Ennek hiányában jelenleg egyetlen civil szervezet vagy külső szakértő sem tarthat szexuális felvilágosítást a közoktatási intézményekben.

### Média
A törvény értelmében tilos olyan reklám- és médiatartalma elérhetővé tenni 18 éven aluliaknak, amely homoszexuális vagy transznemű embereket jelenít meg. A módosítások korlátozzák az LMBTQ személyek médiában való megjelenítését, az LMBTQ tartalmak bemutatását a televízióban, és megtiltják a vállalatoknak, hogy az LMBTQ közösséggel szolidáris kampányokat folytassanak. A törvény megsértése pénzbírsággal vagy börtönbüntetéssel sújtható.

### Könyvesboltok
A kereskedelmi tevékenységek végzésének feltételeiről szóló rendelet 2021 augusztusában életbe lépett módosítása további korlátozásokat vezetett be. Ennek értelmében tilos lett az olyan gyermekeknek szánt termékek értékesítése, amely homoszexualitást vagy transzneműséget jelenít meg. Ezeket a termékeket ki kell vonni az ifjúsági részlegekből és a többi terméktől elkülönítve, csak zárt csomagolásban lehet árulni. Nem lehet őket kirakatba helyezni, és nem lehet iskolák, ifjúsági intézmények, templomok és más, vallásgyakorlásra szolgáló helyek 200 méteres körzetében árusítani.

## Kapcsolódó jogszabályok

### Stop Pride törvény
Szócikk: Stop Pride törvény
A Magyar Országgyűlés 2025. március 18-án megszavazta a gyülekezési törvény módosítását, amely a gyermekvédelmi törvényre hivatkozva megtiltja az olyan gyűlés megtartását vagy azon való részvételt, amelyen 18 éven aluliak homoszexualitással vagy transzneműséggel találkozhatnak. A törvénymódosítás elsődleges célja a Budapest Pride betiltása volt. A felvonuláson résztvevőket 6500 forinttól 200 ezer forintig terjedő pénzbírsággal sújthatják, a szervezők pedig egy évig terjedő börtönbüntetést is kaphatnak. A törvénymódosítás lehetővé teszi továbbá a rendőrség számára az arcfelismerő szoftvert használatát a résztvevők beazonosítására.

## Európai uniós kötelezettségszegési eljárás
2021. július 15-én az Európai Bizottság kötelezettségszegési eljárást indított Magyarország ellen, mivel a propaganda törvény diszkriminatívan érinti LMBTQ embereket és sérti az uniós jogot. 2022. július 15-én a Bizottság az Európai Bíróság elé vitte az ügyet.
16 uniós tagállam (Ausztria, Belgium, Franciaország, Dánia, Észtország, Finnország, Görögország, Hollandia, Írország, Luxemburg, Németország, Spanyolország, Svédország és Szlovénia) is beszállt a perbe a Bizottság oldalán, így ez lett a legnagyobb emberi jogi per az EU történetében. Az első tárgyalásra 2024. november 19-én került sor. Ítélet 2025 őszén várható.
A Bizottság több mint fél milliárd eurós támogatást függesztett fel az uniós kohéziós alapból, mivel Magyarország nem volt hajlandó hatályon kívül helyezni a törvényt. A Bizottság arra hivatkozott, hogy a törvény sérti az EU Alapjogi Chartájához kapcsolódó horizontális felhatalmazó feltételt, amely az uniós forrásokhoz való hozzáférés előfeltétele.

## Fordítás
Ez a szócikk részben vagy egészben  a   Hungarian anti-LGBTQ law című angol Wikipédia-szócikk ezen változatának fordításán alapul.  Az eredeti cikk szerkesztőit annak laptörténete sorolja fel. Ez a jelzés csupán a megfogalmazás eredetét és a szerzői jogokat jelzi, nem szolgál a cikkben szereplő információk forrásmegjelöléseként.